# 韋斯特菲爾德 (伊利諾伊州)
韋斯特菲爾德（英語：Westfield）是一個位於美國伊利諾伊州克拉克縣的城市。

## 地理
韋斯特菲爾德的座標為39°27′20″N 87°59′49″W / 39.45556°N 87.99694°W，而該地的平均海拔高度為231米（即756英尺）。

## 人口
根據2010年美國人口普查的數據，韋斯特菲爾德的面積為2.59平方千米，當中陸地面積為2.59平方千米，而水域面積為0.00平方千米。當地共有人口601人，而人口密度為每平方千米232.05人。